# SummerSlam (2010)
SummerSlam 2010 fue la vigesimotercera edición de SummerSlam, un evento pago por visión de lucha libre profesional realizado por la World Wrestling Entertainment. Tuvo lugar el 15 de agosto del 2010 desde el Staples Center en Los Ángeles, California. El tema oficial del evento fue "Rip It Up" de Jet.

## Producción
Igual que en el SummerSlam de 2009, la WWE ha promocionado una convención de fanes llamado SummerSlam Axxess. El evento tuvo lugar en el Nokia Plaza en L.A. Live el 14 y 15 de agosto.
De acuerdo con el distribuidor de videojuegos THQ, en el evento se anunciaran nuevos datos del videojuego de la WWE. WWE SmackDown vs Raw 2011

## Argumento
El 19 de julio en RAW, se organizó una lucha de Triple Threat Match entre Chris Jericho, Edge y Randy Orton para definir un retador al Campeonato de la WWE de Sheamus, siendo Orton el ganador, pactándose una lucha en SummerSlam. El 9 de agosto en RAW, el General Mánager anónimo de RAW agregó dos estipulaciones a la lucha: la primera fue que cualquier persona que interfiriera en la lucha sería suspendida por tiempo indefinido y la segunda que, si Orton no ganaba la lucha, no recibiría una revancha por el campeonato mientras Sheamus fuese campeón.
Desde su debut, The Nexus había estado atacando a varios luchadores de RAW, lesionando al General Mánager de RAW Bret Hart y centrándose sobre todo en John Cena. The Nexus interfirió en sus luchas, costándole el Campeonato de la WWE en Fatal 4-Way y la revancha en Money in the Bank. A causa de sus interferencias, el 19 de julio retó a The Nexus a una lucha entre ellos y el equipo de John Morrison, Edge, R-Truth, The Great Khali, Chris Jericho, Bret Hart y él mismo en una lucha de 7 on 7 Tag team match en SummerSlam. El 29 de julio, el General Mánager de RAW cambió la lucha de una normal a una lucha por eliminación. En el último Raw previo a Summerslam The Nexus lesionó a The Great Khali, el cual fue sustituido por Daniel Bryan.
En el evento anterior, Money in the Bank, Kane derrotó a Kofi Kingston, Drew McIntyre, Matt Hardy, Christian, Cody Rhodes, Dolph Ziggler y The Big Show, ganando el SmackDown! Money in the Bank, el cual le daba una oportunidad por el Campeonato Mundial Peso Pesado en cualquier momento. Después de que Rey Mysterio lo defendiera ante el excampeón Jack Swagger, Kane intervino en el combate, espantó a Swagger y usó el maletín, derrotando a Mysterio y ganando el título. El 20 de julio en SmackDown!, Mysterio derrotó a Swagger en un 2 out of 3 falls Match, obteniendo una lucha contra Kane en SummerSlam.

## Resultados

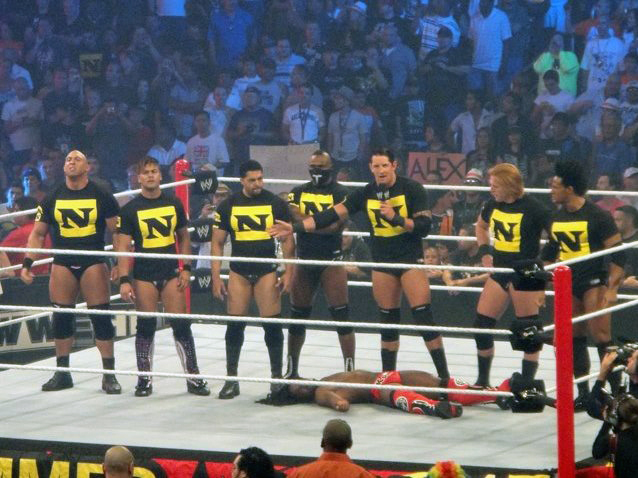
The Nexus después de interferir en la lucha entre Kofi Kingston & Dolph Ziggler.

- Dark Match: Evan Bourne derrotó a Zack Ryder
  - Bourne cubrió a Ryder después de un "Air Bourne"
- La lucha entre el Campeón Intercontinental Dolph Ziggler (con Vickie Guerrero) y Kofi Kingston terminó sin resultado. (7:05)[3]
  - La lucha terminó sin resultado cuando The Nexus interfirió atacando a ambos luchadores.
  - Como consecuencia Ziggler retuvo el campeonato.
- Melina derrotó a Alicia Fox ganando el Campeonato de Divas de la WWE. (5:55)[4]
  - Melina cubrió a Fox después de un "Three-quarter facelock forward Russian legsweep"
  - Después de la lucha LayCool atacaron a Melina.
- The Big Show derrotó a The Straight Edge Society (CM Punk, Luke Gallows & Joey Mercury) (con Serena) en un 3-on-2 Handicap Match. (6:45)[5]
  - Show cubrió a Mercury y a Gallows después de un "Chokeslam" a Mercury sobre Gallows.
- Randy Orton derrotó al Campeón de la WWE Sheamus por descalificación. (18:55)[6]
  - Sheamus fue descalificado por empujar al árbitro.
  - Como consecuencia, Sheamus retuvo el campeonato.
  - Después de la lucha, Orton le aplicó un "RKO" a Sheamus sobre la mesa de los comentaristas.
- Kane derrotó a Rey Mysterio y retuvo el Campeonato Mundial Peso Pesado. (13:31)[7]
  - Kane cubrió a Mysterio después de un "Chokeslam".
  - Después de la lucha, The Undertaker hizo su retorno y fue atacado por Kane, quien cambió a heel.
- Team WWE (John Cena, John Morrison, R-Truth, Bret Hart, Edge, Chris Jericho & Daniel Bryan) derrotó a The Nexus (Wade Barrett, Michael Tarver, Justin Gabriel, David Otunga, Heath Slater, Skip Sheffield & Darren Young) en un Elimination Match. (35:18)[8]
  - Originalmente, The Great Khali estaba en el Team WWE, pero fue sustituido por Bryan debido una lesión provocada por The Nexus.
  - Durante la lucha, The Miz atacó a Daniel Bryan causando su eliminación.
  - Después de ser eliminados, Edge y Jericho atacaron a Cena.
  - Antes de la lucha Team WWE y The Nexus se atacaron entre sí.

| Eliminación | Luchador             | Equipo               | Eliminado por        | Técnica de eliminación                                      | Tiempo               |
| ----------- | -------------------- | -------------------- | -------------------- | ----------------------------------------------------------- | -------------------- |
| 1           | Darren Young         | Nexus                | Daniel Bryan         | LeBell Lock                                                 | 00:42                |
| 2           | Michael Tarver       | Nexus                | John Morrison        | Starship Pain                                               | 03:42                |
| 3           | John Morrison        | WWE                  | Skip Sheffield       | Running Lariat                                              | 07:32                |
| 4           | R-Truth              | WWE                  | Skip Sheffield       | Running Lariat                                              | 07:59                |
| 5           | Bret Hart            | WWE                  | Nadie                | Descalificado por atacar a Sheffield con una silla de acero | 12:08                |
| 6           | Skip Sheffield       | Nexus                | Edge                 | Codebreaker de Jericho y Spear                              | 13:13                |
| 7           | David Otunga         | Nexus                | Chris Jericho        | Walls of Jericho                                            | 19:13                |
| 8           | Chris Jericho        | WWE                  | Heath Slater         | Sweetness                                                   | 20:05                |
| 9           | Edge                 | WWE                  | Heath Slater         | Roll-Up                                                     | 20:38                |
| 10          | Heath Slater         | Nexus                | Daniel Bryan         | LeBell Lock                                                 | 29:02                |
| 11          | Daniel Bryan         | WWE                  | Wade Barrett         | Ataque con el maletín de Money in the Bank de The Miz       | 29:32                |
| 12          | Justin Gabriel       | Nexus                | John Cena            | Fue cubierto tras fallar un "450º Splash"                   | 34:50                |
| 13          | Wade Barrett         | Nexus                | John Cena            | STF                                                         | 35:18                |
| Ganador:    | John Cena (Team WWE) | John Cena (Team WWE) | John Cena (Team WWE) | John Cena (Team WWE)                                        | John Cena (Team WWE) |

## Otros Roles
| Comentaristas en Inglés - Michael Cole - Jerry Lawler - Matt Striker Comentaristas en Español - Carlos Cabrera - Hugo Savinovich Entrevistadores - Josh Mathews | Anunciadores - Justin Roberts - Tony Chimel |

Árbitros
- Chad Patton
- Charles Robinson
- Jack Doan
- Mike Chioda
- John Cone